# Ana Revenco
Ana Revenco (Chisináu, 21 de mayo de 1977) es una política moldava que se desempeñó como ministra de Asuntos Internos desde el 6 de agosto de 2021 al 14 de julio de 2023 en los gabinetes de Natalia Gavrilița (2021 a 2023) y Dorin Recean (desde 2023).
Anteriormente se desempeñó como asesora de Defensa y Seguridad Nacional de la presidenta Maia Sandu y secretaria del Consejo Supremo de Seguridad del 21 de enero al 2 de septiembre de 2021, cuando renunció para asumir por completo sus funciones como ministra de Asuntos Internos. Fue sucedida en esos cargos por el antiguo ministro de Asuntos Internos Dorin Recean.